# Батилдис фон Анхалт-Десау
Батилдис Амалгунда фон Анхалт-Десау (на немски: Bathildis Amalgunde von Anhalt-Dessau; * 29 декември 1837, Десау; † 10 февруари 1902, дворец Наход, Бохемия, Австро-Унгария) от фамилията Аскани, е принцеса от Анхалт-Десау и чрез женитба принцеса на Шаумбург-Липе.

## Произход
Тя е втората дъщеря на принц Фридрих Август фон Анхалт-Десау (1799 – 1864) и съпругата му принцеса Мария Луиза Шарлота фон Хесен-Касел (1814 – 1895), дъщеря на принц Вилхелм фон Хесен-Касел (1787 – 1867) и принцеса Луиза Шарлота Датска (1789 – 1864), сестра на датския крал Кристиан VIII.

## Фамилия
Батилдис фон Анхалт-Десау се омъжва на 30 май 1862 г. в Десау за принц Вилхелм фон Шаумбург-Липе (* 12 декември 1834, Бюкебург; † 4 април 1906, дворец Ратибориц при Наход), третият син на 1. княз Георг Вилхелм фон Шаумбург-Липе (1784 – 1860) и принцеса Ида фон Валдек-Пирмонт (1796 – 1869). Те имат девет деца:
- Шарлота фон Шаумбург-Липе (* 10 октомври 1864, Ратибориц; † 16 юли 1946, замък Бебенхаузен), кралица на Вюртемберг (1891 – 1918), омъжена на 8 април 1886 г. за крал Вилхелм II фон Вюртемберг (* 25 февруари 1848; † 2 октомври 1921)
- Франц Йозеф Леополд Адолф Александер Август Вилхелм (* 8 октомври 1865, Ратибориц; † 4 септември 1881, Ратибориц)
- Фридрих фон Шаумбург-Липе (* 30 януари 1868, Ратибориц; † 17 декември 1945, Кудова, Силезия), женен I. на 5 май 1896 г. в Копенхаген за принцеса Луиза Датска (* 17 февруари 1875; † 4 април 1906), II. на 26 май 1909 г. за принцеса Антоанета фон Анхалт (* 3 март 1885; † 3 април 1963)
- Кристиан Албрехт Гаетано Карл Вилхелм, (* 24 октомври 1869, Ратибориц; † 25 декември 1942, Линц), женен I. на 6 май 1897 г. в Щутгарт за херцогиня Елза фон Вюртемберг (* 1 март 1876; † 27 май 1936), II. на 24 юни 1939 г. в Браунау на Ин за Мария Хергет (* 26 юли 1897, Прага; † 25 декември 1942)
- Максимилиан Август Ярослав Адалберт Херман Георг (* 13 март 1871, Ратибориц; † 1 април 1904, Абазия), женен на 3 ноември 1898 г. в Щутгарт за херцогиня Олга фон Вюртемберг (* 1 март 1876; † 21 октомври 1932), сестра на Елза фон Вюртемберг
- Батилдис Мария Леополдина Анна Августа (* 21 май 1873, Ратибориц; † 6 април 1962, Аролзен), омъжена на 9 август 1895 г. в Наход за принц Фридрих фон Валдек-Пирмонт (* 20 януари 1865; † 26 май 1946)
- син (*/† 26 юни 1874, Ратибориц)
- Фридерика Аделхайд Мария Луиза Хилда Евгения (* 22 септември 1875, Ратибориц; † 27 януари 1971, Баленщет), омъжена на 27 февруари 1898 г. в Бюкебург (развод 1920) за херцог Ернст II фон Саксония-Алтенбург (* 31 август 1871; † 22 март 1955)
- Александра Каролина Мария Ида Хенриета Юлиана (* 9 юни 1879, Ратибориц; † 5 януари 1949, Линц ам Рейн), планувана за Александър Обренович, неомъжена